# Ladis
Ladis – gmina w Austrii, w kraju związkowym Tyrol, w powiecie Landeck. Liczy 537 mieszkańców (1 stycznia 2015).